# Prix pour la prévention des conflits de la Fondation Chirac
Le Prix pour la prévention des conflits est une récompense de la fondation Chirac ayant pour but de soutenir ceux qui investissent une partie de leur vie à prévenir les conflits. Son attribution doit accroître la reconnaissance internationale de ces efforts, susciter de nouvelles vocations, et donner des moyens financiers pour la poursuite de ce travail.

## Contexte
Les tensions intercommunautaires violentes augmentent partout, même dans des pays qui ont connu une coexistence pacifique de leurs diverses communautés pendant des siècles. La plupart des processus de paix demeurent inachevés et précaires ; la prévention des conflits est plus que jamais indispensable dans un monde où les moyens d'imposer la paix restent limités et où grandit le risque de voir un conflit s'enkyster.
Les efforts en faveur de la paix sont couronnés par le prix Nobel. En revanche, les efforts pour mettre le dialogue au cœur de la prévention des conflits sont peu récompensés à un niveau international. Pourtant, des hommes, des femmes, de nombreuses institutions se consacrent d'une manière ou d'une autre à la prévention des conflits.

## Objectifs
« Tous les hommes de bonne volonté doivent se mobiliser pour que prévale la paix sur les facteurs de guerre. »

— Jacques Chirac, lancement de la fondation Chirac, 9 juin 2008.
Le prix pour la prévention des conflits a pour but :
- d'alerter la communauté internationale sur l'urgence d'efforts de médiation et de prévention dans certains pays ou conflits oubliés ;
- de donner un horizon au dialogue des cultures dont le premier objet doit être la paix ;
- de redonner une nouvelle vigueur au concept de diplomatie préventive naguère développé dans l'Agenda pour la paix de Boutros Boutros-Ghali ;
- de mettre en valeur des expériences réussies et des processus vertueux en faveur de la paix.

## Modalités de fonctionnement
La fondation Chirac réunit un jury international et un comité d'experts pour sélectionner les lauréats du prix.
Le jury, composé de personnalités ayant œuvré pour la paix, choisit des lauréats pour l'exemplarité et l'urgence de leur action :
- le prix spécial du jury est remis à une ou des personnalités reconnues publiquement,
- le prix de la fondation Chirac est remis à une ou des personnalités de la société civile. Il est accompagné d'une dotation.

Tous les pays sont concernés.

## Le comité d'experts
- Aldo Ajello - représentant spécial de l'Union européenne pour la région des Grands lacs africains jusqu'en 2007.
- Catherine Colonna - ancien ministre, managing partner du bureau de Paris de Brunswick.
- Peter Harling - directeur du projet Irak, Syrie, Liban de l'International Crisis Group (ICG).
- Robert Holloway - directeur de la fondation AFP.
- Jean-Pierre Lafon - ambassadeur de France, membre fondateur et vice-président de la fondation Chirac.
- Olivier Lafourcade - directeur pour le Mexique de 1996 à 2002 à la Banque mondiale, spécialiste de l'Amérique latine.
- Marie Mendras - politologue au CERI et au CNRS, professeur à Sciences Po Paris.
- Besnik Mustafaj - homme politique albanais et homme de Lettres, professeur de littérature étrangère à l'université de Tirana.
- Jean-Marc de La Sablière - ambassadeur de France, représentant permanent de la France aux Nations unies de 2002 à 2007.
- Omar Saghi - essayiste, professeur et chercheur à Sciences Po Paris.
- Valérie Terranova - conseil en stratégie, membre fondateur et secrétaire général du conseil d'administration de la fondation Chirac.
- Georges Tsaï - ambassadeur spécial du recteur de l'Université pour la paix (Costa Rica).
- Yannis Valinakis - professeur, président du Centre d'excellence Jean-Monnet, ancien ministre délégué aux Affaires européennes (Grèce).
- Bernard Vatier - avocat, bâtonnier de l'ordre des avocats au barreau de Paris de 1996 à 1997, membre fondateur de la fondation Chirac.
- Pierre-André Wiltzer - ancien ministre délégué à la Coopération et à la Francophonie.

## Le jury
- Jacques Chirac - ancien président de la République française de 1995 à 2007, président du jury.
- Boutros Boutros-Ghali - secrétaire général des Nations unies de 1992 à 1996.
- Michel Camdessus - président de la Société de financement de l'économie française (SFEF), directeur général du Fonds monétaire international de 1987 à 2000.
- Joaquim Alberto Chissano - président de la république du Mozambique de 1986 à 2005.
- Alain Juppé - Premier ministre français de 1995 à 1997, ministre des Affaires étrangères de 2011 à 2012.
- Jean-Pierre Landau - inspecteur général des finances.
- Federico Mayor - directeur général de l'UNESCO de 1987 à 1999.
- Andrea Riccardi - fondateur de la Communauté de Sant'Egidio, ancien ministre de la Coopération internationale et de l'Intégration de l'Italie de 2011 à 2013.
- Ismaïl Serageldin - directeur de la Bibliothèque d'Alexandrie.
- Simone Veil - ancien ministre d'État, membre de l'Académie française.
- Vaira Vike-Freiberga - ancienne présidente de la république de Lettonie.

## Les lauréats
| Date | Lauréat(s)                                 | Nationalité                      | Attribution |
| ---- | ------------------------------------------ | -------------------------------- | --- |
| 2009 | Muhammad Ashafa et James Wuye Park Jae-Kyu | Nigeria Corée du Sud             | pour avoir réconcilié les cœurs et les esprits dans l'État de Kaduna. pour avoir œuvré à la meilleure compréhension entre les deux Corée.                                                                                            |
| 2010 | Mario Giro Lakhdar Brahimi                 | Italie Algérie                   | pour son action au sein de la Communauté de Sant'Egidio (responsable des relations internationales de cette organisation). pour son action au Liban, en Irak et en Afghanistan.                                                      |
| 2011 | Marguerite Barankitse Louise Arbour        | Burundi Canada)                  | pour son action en faveur des enfants victimes des conflits au Burundi. pour son action en faveur de la Justice internationale en ex-Yougoslavie et au Rwanda.                                                                       |
| 2012 | Francisco de Roux Radhika Coomaraswamy     | Colombie Sri Lanka               | pour son action en faveur du développement et de la démocratie dans la région de Magdalena en Colombie. pour son action en faveur de la protection des enfants dans les conflits armés.                                              |
| 2013 | Denis Mukwege Femmes Africa Solidarité     | République démocratique du Congo | pour son action en faveur des femmes victimes de viol dans les conflits armés. pour son action de promotion du rôle de la femme dans la prévention des conflits.                                                                     |
| 2014 | Amira Yahyaoui                             | Tunisie                          | pour son action de prévention d'un embrasement en Tunisie après l'éclatement du « Printemps arabe » et lors des travaux de rédaction de la Constitution tunisienne par l'Assemblée nationale constituante.                           |
| 2015 | Latifa Ibn Ziaten                          | France                           | pour son action de promotion du dialogue interreligieux et d'une culture de la paix à travers son association Imad Ibn Ziaten pour la jeunesse et la paix.                                                                           |
| 2016 | Aware Girls Chœur Pontanima                | Pakistan Bosnie-Herzégovine      | pour sa contribution au développement d'une culture de la paix et de la non-violence par l'action des femmes et des jeunes au Pakistan. pour son action en faveur du dialogue interethnique et interreligieux en Bosnie-Herzégovine. |
| 2017 | Fondation Hrant Dink                       | Turquie                          | pour la prévention des conflits, en récompense de son action de prévention des discours et des logiques de haine et d’exclusion entre les peuples de Turquie, d’Arménie et d’Azerbaïdjan.                                            |
| 2018 | Dinushika Dissanayake (en)                 | Sri Lanka                        | pour sa contribution, comme avocate et comme activiste, à une justice de transition au Sri Lanka et pour le respect des droits de l'homme en Asie du Sud-Est.                                                                        |